# Стависский Ізяслав Михайлович
Стависский Ізяслав Михайлович — український режисер-документаліст. Заслужений діяч мистецтв УРСР з 1983 року.
Народ. 23 травня 1927 р. у Кіровограді. Помер 5 травня 1994 р. в Києві. Закінчив Київський педагогічний інститут (1953) та Вищі режисерські курси у Москві (1961). З 1959 р. — режисер студії «Київнаукфільм».
Створив стрічки: «Реконструкція шахт Донбасу» (1962), «Сільськогосподарські машини і знаряддя» (1963), «Легенда про безсмертя», «Ті, що відроджують землю» (1964), «Ловці сонячних променів» (1965), «Тут жили скіфи» (1966), «Людина і хліб» (1967, Золота медаль ВДНГ СРСР, 1968; Диплом І ст. зонального огляду, Київ, 1968), «Карпатські ескізи», «Сільські силуети» (1969), «Економіка, управління, людина» (1971), «Червоне вугілля планети» (1973), «Земля втамовує спрагу» (1974, Бронзова медаль Всесоюзного фестивалю сільськогосподарських фільмів, Москва, 1974), «Економіка — головна політика» (1975, Перша премія IX Всесоюзного кінофестивалю, Фрунзе, 1976), «Іллічеве поле» (1977), «Чи відповідає посаді, яку займає?» (1979, співавт. сцен.), «Його величність алмаз» (1981), «Арифметика для дорослих» (1982), «Тяжіння землі» (1984), «Як зберегти тебе, земле?» (1986), «Що порадиш, ЕОМ?» (1987), «Дорогою творчості» (1988), «Здрастуй, Ассоль» (1989), «Банк для селянина» (1990), «Самознищення» (1991). Нагороджений орденом «Знак Пошани», медалями. Був членом Спілки кінематографістів України.